# Роберт Андерссон (ватерполіст)
Роберт Андерссон (швед. Robert Andersson, 18 жовтня 1886 — 2 березня 1972) — шведський стрибун у воду, плавець і ватерполіст.
Срібний призер Олімпійських Ігор 1912 року, бронзовий призер 1908, 1920 років.